# Линзовидная галактика

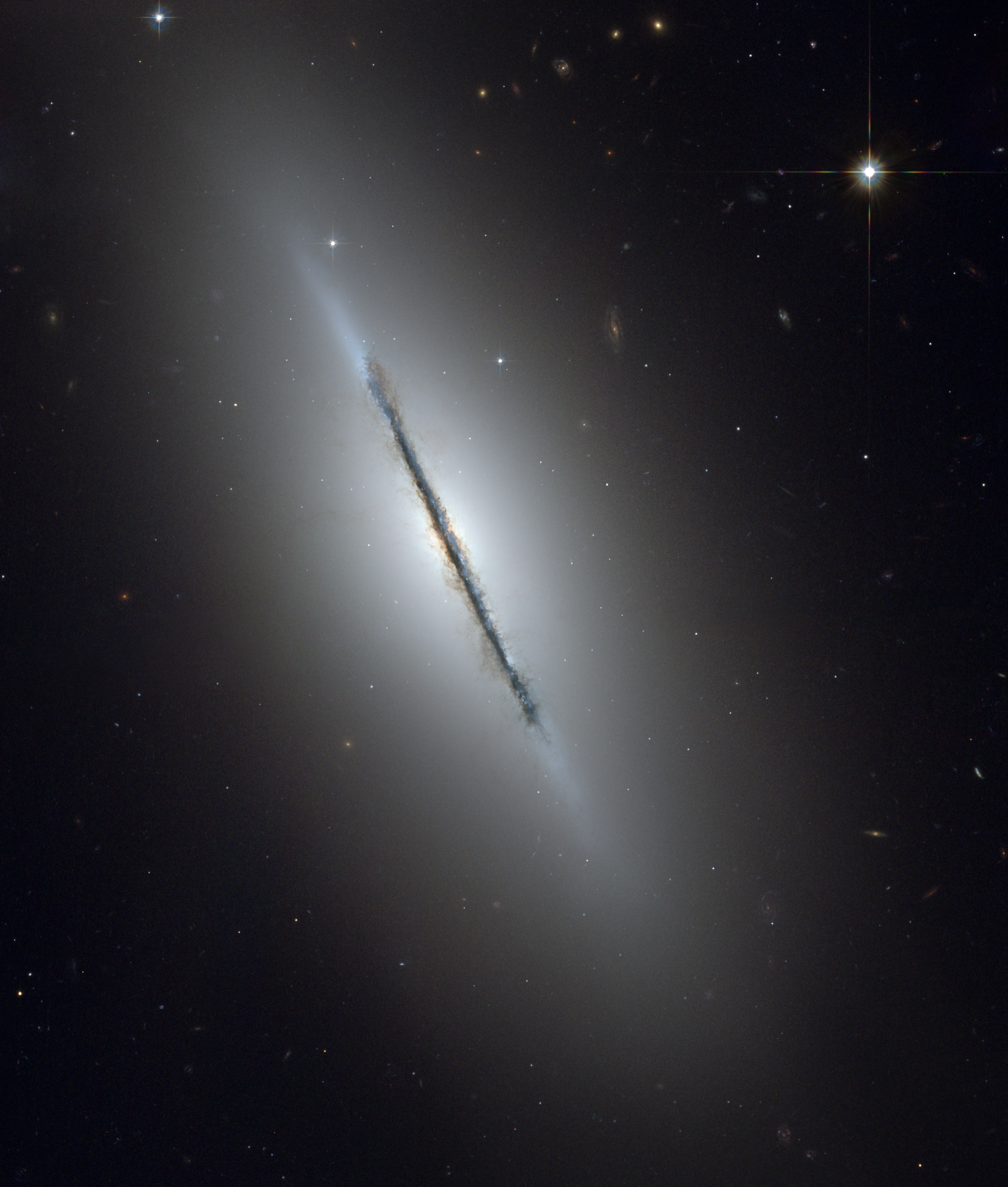
Галактика Веретено (NGC 5866), линзообразная галактика в созвездии Дракон.

Линзовидная (линзообразная) галактика — тип галактик, промежуточный между эллиптическими и спиральными в классификации Хаббла. Линзообразные галактики — дисковые галактики (как и, например, спиральные), которые потратили или потеряли свой межзвёздный газ и поэтому частота формирования звёзд в них понижена. В своих дисках они всё же могут сохранять значительные запасы пыли. В результате они состоят в основном из старых звёзд. В тех случаях, когда галактика обращена плашмя в сторону наблюдателя, часто бывает трудно чётко различить линзообразные и эллиптические галактики из-за невыраженности спиральных рукавов линзообразной галактики. По классификации Хаббла линзовидные галактики принадлежат к классу S0.

## Морфология и структура

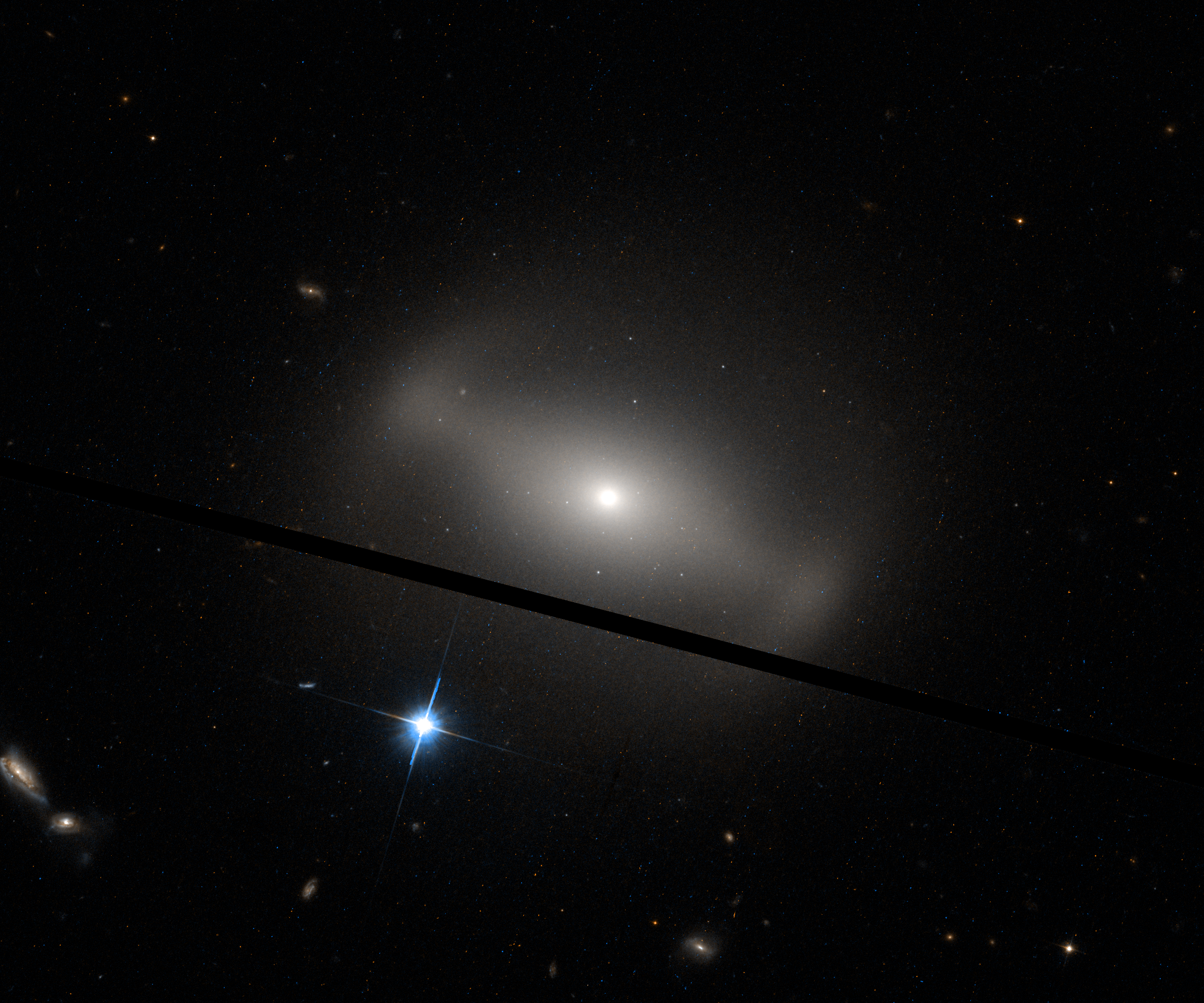
NGC 1460 — линзовидная галактика с ярко выраженным баром

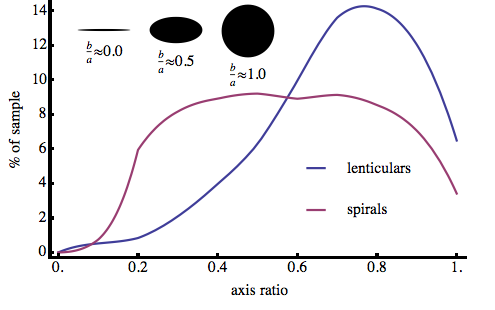
График зависимости доли галактик двух типов с определённым отношением осей от отношения осей.

В линзовидных галактиках выражены как дисковая составляющая, так и балдж. По сравнению со спиральными галактиками, в линзовидных балджи выражены сильнее, а рукава, напротив, отсутствуют, но может существовать бар.
Меру выраженности балджа можно оценить как отношение большой и малой оси видимого диска галактики. Для этого параметра в промежутке от 0,25 до 0,85 распространённость линзовидных галактик увеличивается, в то время как для спиральных остаётся неизменной. Несмотря на то, что этот параметр не всегда связан с реальной формой галактики (например, если галактика наблюдалась плашмя, отношение в любом случае будет близко к 1), общая тенденция видна.
Хотя линзовидные галактики имеют сходства как со спиральными, так и с эллиптическими галактиками, к ним неприменима ни классификация эллиптических галактик, ни спиральных. Используется отдельная система классификации: в зависимости от количества пыли в диске галактика имеет класс S01, S02, или S03.
В галактиках с баром также может быть разное количество пыли, их классифицируют по признаку выраженности бара: классы линзовидных галактик обозначаются SB01, SB02 и SB03. В некоторых галактиках, например, NGC 1375, наблюдается два пересекающихся бара, причины этого не известны.
Поверхностная яркость линзовидных галактик хорошо описывается законом Серсика, если применять его отдельно к дисковой составляющей, к балджу, и, при наличии, к бару. Исследование профилей яркостей галактик позволяет отличать эллиптические галактики от линзовидных.
По звёздному составу линзовидные галактики похожи на эллиптические — оба этих типа состоят в основном из более старых и красных звёзд, а также в них чаще встречаются шаровые звёздные скопления, чем в спиральных галактиках с похожими параметрами. Газа в них, напротив, осталось мало, о чём можно судить по наблюдениям линии нейтрального водорода. Но, в отличие от эллиптических галактик, в линзовидных может содержаться значительное количество пыли.

## Кинематика

Зависимость Талли-Фишера для спиральных (чёрный) и линзовидных (голубой) галактик.

По кинематическим характеристикам линзовидные галактики имеют сходства и со спиральными, и с эллиптическими. В то время, как балдж может не вращаться, но поддерживать свою форму за счёт дисперсии скоростей, как эллиптическая галактика, диск обязательно вращается, как у спиральной галактики. Это также помогает различать эллиптические галактики и линзовидные: обычно смотрят на соотношение скорости вращения галактики и дисперсии скоростей в ней (v/σ) и на сплюснутость (ε). Например, при ε = 0.3 считают, что если v/σ < 0.5, галактика эллиптическая. При равных сплюснутостях в линзовидных галактиках всё равно будет вращающийся диск, и, таким образом, отношение v/σ будет в среднем больше, чем у эллиптических. Однако, этот метод не очень точный.
Определение скорости вращения также затрудняется тем, что в линзовидных галактиках почти нет облаков нейтрального водорода, по смещению линии которого удобно измерять скорость с помощью эффекта Доплера. Поэтому приходится определять скорости по наблюдениям звёздных линий поглощения, что в целом менее надёжно.
Зависимость Талли — Фишера для линзовидных галактик выполняется, как и для спиральных, однако при равных светимостях (или массах) линзовидные галактики вращаются быстрее.

## Формирование
О том, как формировались линзовидные галактики, можно судить, зная об их морфологии и кинематике. Есть различные версии:
- Форма и отсутствие рукавов позволяют предположить, что это постаревшие спиральные галактики, в которых кончилось звездообразование — в пользу этой гипотезы свидетельствует существование анемичных галактик, которые выглядят как промежуточная стадия между спиральными галактиками и линзовидными[7].
- Линзовидные галактики бывают и более яркими, чем спиральные, и часто имеют большую поверхностную яркость так что предыдущая теория, как минимум, не полна. Считается, что крупные и яркие линзовидные галактики могут получаться при столкновениях галактик и их слияниях — в результате получается более крупная дисковая галактика, но без спиральной структуры[7].
- Наконец, возможно также формирование диска в результате аккреции и поглощения мелких галактик[8].